# Satnica
Satnica – wieś w Chorwacji, w żupanii osijecko-barańskiej, w gminie Petrijevci. W 2011 roku liczyła 571 mieszkańców.